# Пан (фільм, 1922)
«Пан» (1922) — фільм норвезького режисера Харальда Швенцена. Перша з чотирьох екранізацій однойменої повісті норвезького письменника Кнута Гамсуна. Сценарій фільму написав сам режисер. Оператор — Йохан Вальдемар Анкерстьєрне.

## Прем'єра
Прем'єра фільму відбулася 16 жовтня 1922 року.

## Актори і ролі
У фільмі знімались: Ялмар Фріс Швенцен (Томас Глан), Герд Егеде-Ніссен (Едварда), Ханс Білле (Мак), Рольф Крістенсен (доктор), Ліллебіль Ібсен (Єва), Харальд Швенцен (товариш Глана) — не вказаний у титрах.
Для Ялмара Фріса Швенцена це був дебют у кіно.